# 2016 год в киберспорте

## Турниры
Ниже приведён список международных турниров, прошедших в 2016 году, ход и результаты которых удостоились освещения со стороны профессиональных сайтов и изданий.

### Counter-Strike: Global Offensive
- 29 марта—3 апреля  — MLG Major Columbus 2016 (Колумбус, США). Чемпионы  —  Luminosity Gaming.
- 5—10 июля  — ESL One Cologne 2016 (Кёльн, Германия). Чемпионы  —  SK Gaming

### Dota 2
- 25 февраля—6 марта — Valve: The Shanghai Major (Шанхай, Китайская Народная Республика). Чемпион — Team Secret[1].
- 9—15 мая — Epic Esports Events: EPICENTER Moscow (Москва, Россия)[2]. Чемпион — Team Liquid[3].
- 7—12 июня — Valve: The Manila Major (Манила, Филиппины). Чемпион — OG[1].
- 3—13 августа — Valve: The International 2016 (Сиэтл, Соединённые Штаты Америки). Чемпион —  Wings Gaming[1].
- 7—10 декабря — Valve: The Boston Major (Бостон, Соединённые Штаты Америки)[4]. Чемпион — OG[5].

### League of Legends
- середина января — начало весенних сплитов про-лиг.
- 4—6 марта — Electronic Sports League: 10-й сезон IEM — World Championship (Катовице, Польша)[6]. Чемпион — SK Telecom T1[7].
- 16—23 апреля — Riot Games: отборочные среди чемпионов неосновных лиг на Mid-Season Invitational — International Wildcard Invitational (Мехико, Мексика)[8]. Чемпион — SuperMassive eSports[тур.][9].
- 4—15 мая — Riot Games: Mid-Season Invitational (Шанхай, Китайская Народная Республика). Чемпион — SK Telecom T1[10].
- конец мая — начало летних сплитов про-лиг.
- 24 августа—4 сентября — Riot Games: отборочные среди чемпионов неосновных лиг на Чемпионат мира по League of Legends — International Wildcard Qualifier (Бразилия: Сан-Паулу, Куритиба)[11]. Квалифицировавшиеся: «INTZ e-Sports» и «Albus NoX Luna»[12][13].
- 29 сентября—29 октября — Riot Games: Чемпионат мира по League of Legends (Соединённые Штаты Америки: Сан-Франциско, Чикаго, Нью-Йорк, Лос-Анджелес). Чемпион — SK Telecom T1[14].
- 28—31 октября — Electronic Sports League:11-й сезон IEM — Challenger Paris (Париж, Франция)[15].
  - Квалифицировавшиеся:
    - «INTZ e-Sports» и «The Chiefs eSports Club» — на IEM Oakland[16].
    - «Vega Squadron» и «Dark Passage[тур.]» — на IEM Gyeonggi[16].
- ноябрь—декабрь — предсезонные соревнования.
- 19—20 ноября — Electronic Sports League:11-й сезон IEM — Oakland (Окленд, Соединённые Штаты Америки)[17].
- 16—18 декабря — Electronic Sports League:11-й сезон IEM — Gyeonggi (Кёнгидо, Южная Корея)[17].
- 1—11 декабря — Riot Games: All-Star Event (Барселона, Испания)[18]:
  - 1—4 декабря — wildcard (неосновные регионы)[18];
  - 8—11 декабря — основное событие[18].

### StarCraft II
- Blizzard Entertainment: 2016 StarCraft II World Championship Series (Анахайм, США):
  - 27 октября — 5 ноября — 2016 WCS Global Playoffs and Finals. Чемпион — Бён «ByuN» Хён Ву[19].